# 陷阱 (游戏)
《陷阱》是一款由动视公司于1982年发行的游戏。本游戏最初在雅达利2600发行。本游戏是雅达利2600上销售量最高的游戏之一。
玩家控制着一个角色名为哈里，他要穿过丛林在20分钟内试图找到32个宝藏。一路上，他会碰到许多危险，诸如陷阱、流沙、滚动的枕木、火焰、蛇以及蝎子等。